# 田尻歴史館
田尻歴史館（たじりれきしかん）は、大阪府泉南郡田尻町吉見にある歴史的建造物および博物館。大阪合同紡績を興し「綿の王」と呼ばれた実業家谷口房蔵の別邸として大正時代に建設された施設を田尻町が取得し管理しているものである。愛称は「愛らんどハウス」。

## 沿革
文久元年（1861年）に和泉国日根郡吉見村（現・田尻町）に生まれた谷口は、紡績業を続々と興し、明治33年（1900年）には大阪合同紡績を創立する。
谷口は郷里である田尻でも紡績工場を設立し、また当地に別邸を持つことで所得税の形でも田尻に貢献しようとしたとされる。この別邸は大正11年（1922年）に建てられ、研修・宿泊施設としても用いられた。昭和3年（1928年）の谷口の没後、民間会社や個人の所有を経て、平成5年（1993年）に田尻町が保有するところとなり、一般公開された。平成8年（1996年）に国の登録有形文化財に登録。平成17年（2005年）には大阪府の有形文化財に指定された（当該指定に伴い、登録有形文化財としての登録は抹消。

## 建築概要

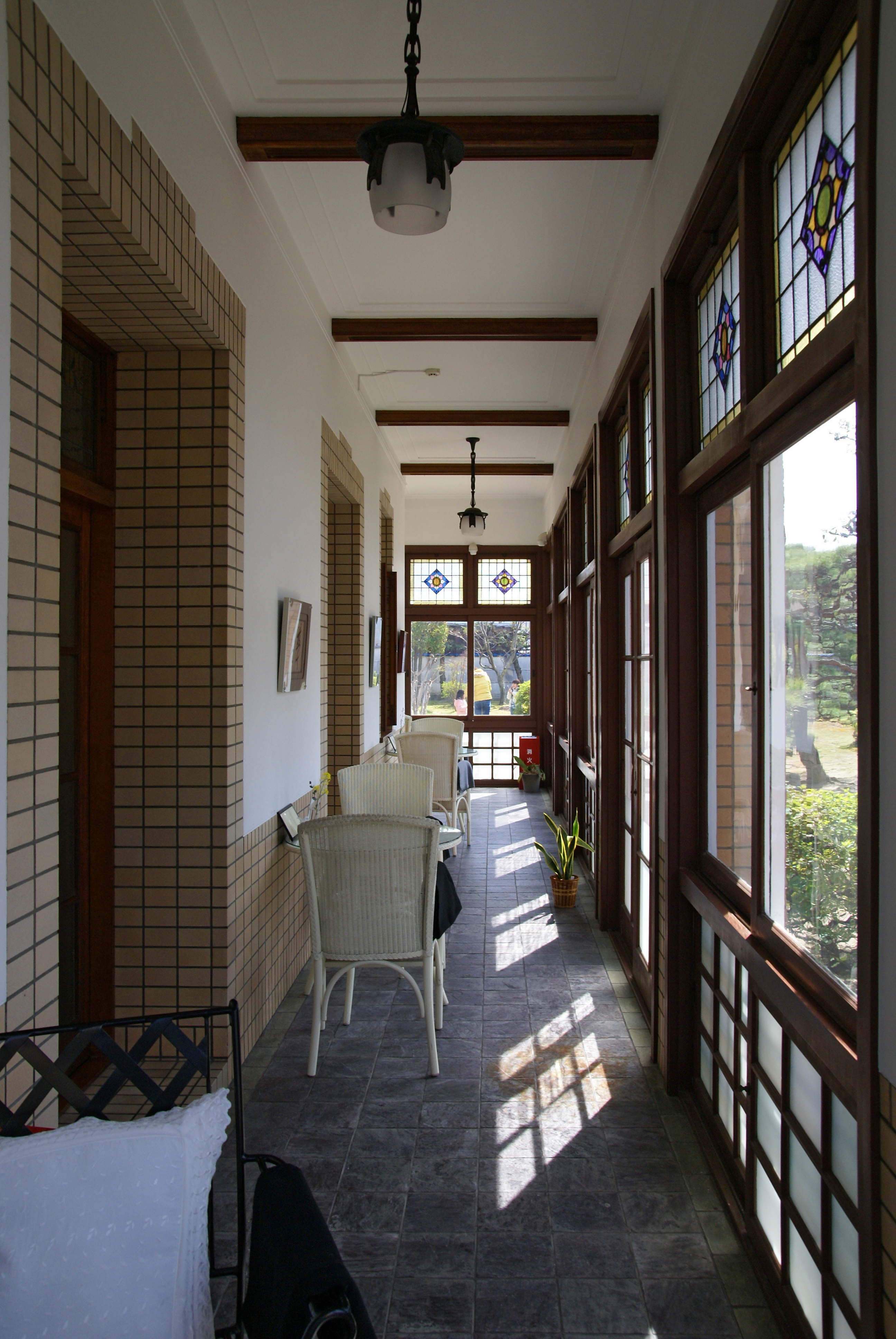
洋館1階テラス

- シンボルとなっている煉瓦建ての洋館はドイツのユーゲント・シュテイルを取り入れたもので、設計者は不明なものの、大阪瓦斯ビルヂングの設計者である安井武雄の可能性が高いと言われている。[2]
- 隣接して2階建の和館があり、茶室や日本庭園も備わっている。
- 敷地面積 - 3856.79m2
- 延床面積 - 739.97m2
- 備考 - 大阪府指定有形文化財（国の登録有形文化財に平成8年12月20日登録。平成17年1月21日付けで府の文化財に指定、これに伴い登録有形文化財の登録は抹消）[1]

## 文化財

### 大阪府指定有形文化財
- 田尻歴史館（旧谷口家吉見別邸）8棟[3]
  - 洋館
  - 和館
  - 茶室
  - 北土蔵
  - 中土蔵
  - 南土蔵
  - 表門
  - 裏門
  - 附：棟札、塀

### その他
- 日本庭園

## 利用情報
2016年4月より長期休館
- 開館時間 - 9:00～18:00（入館は17:30まで）
- 休館日 - 毎週水曜日と12月28日～1月4日
- 洋館1階のメインホールは、カフェ「ベッラメンテ」となっている。
- 見学は無料。庭園・茶室および各室は借りることができる。

## 交通アクセス
- 南海本線吉見ノ里駅から約400m（徒歩5分）
- 阪神高速湾岸線泉佐野南ICを出て、田尻スカイブリッジ手前の道を左折。

## 周辺情報
- りんくうプレミアム・アウトレット
- りんくう公園